# Torf

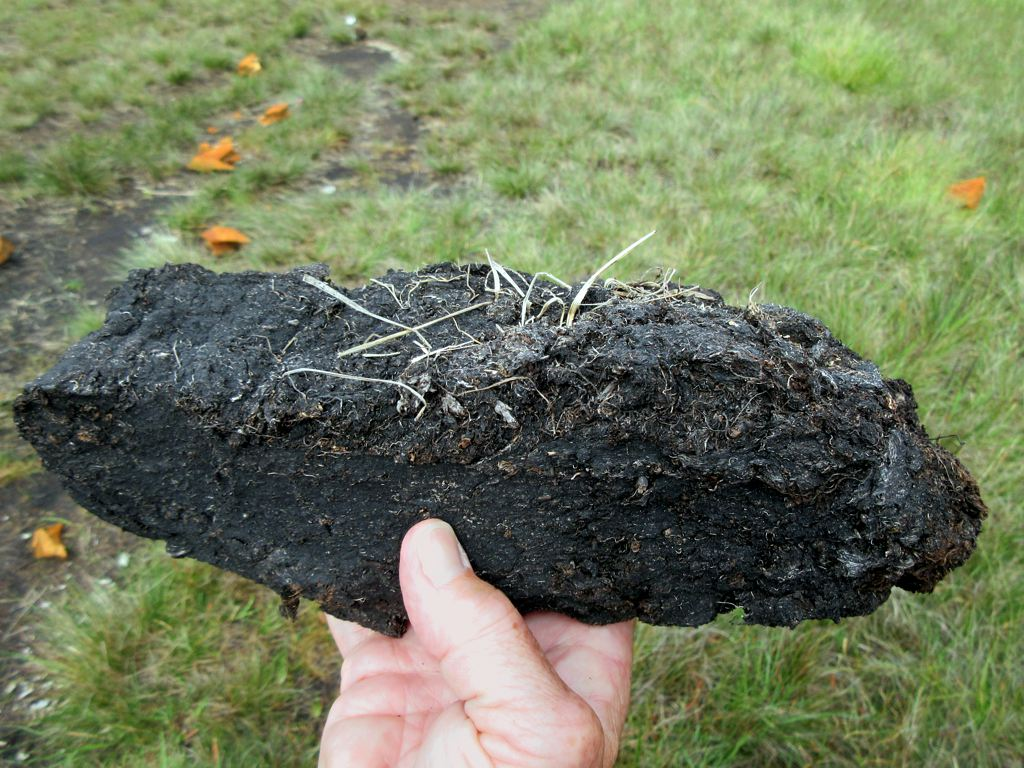
Torf

Światowe złoża torfu

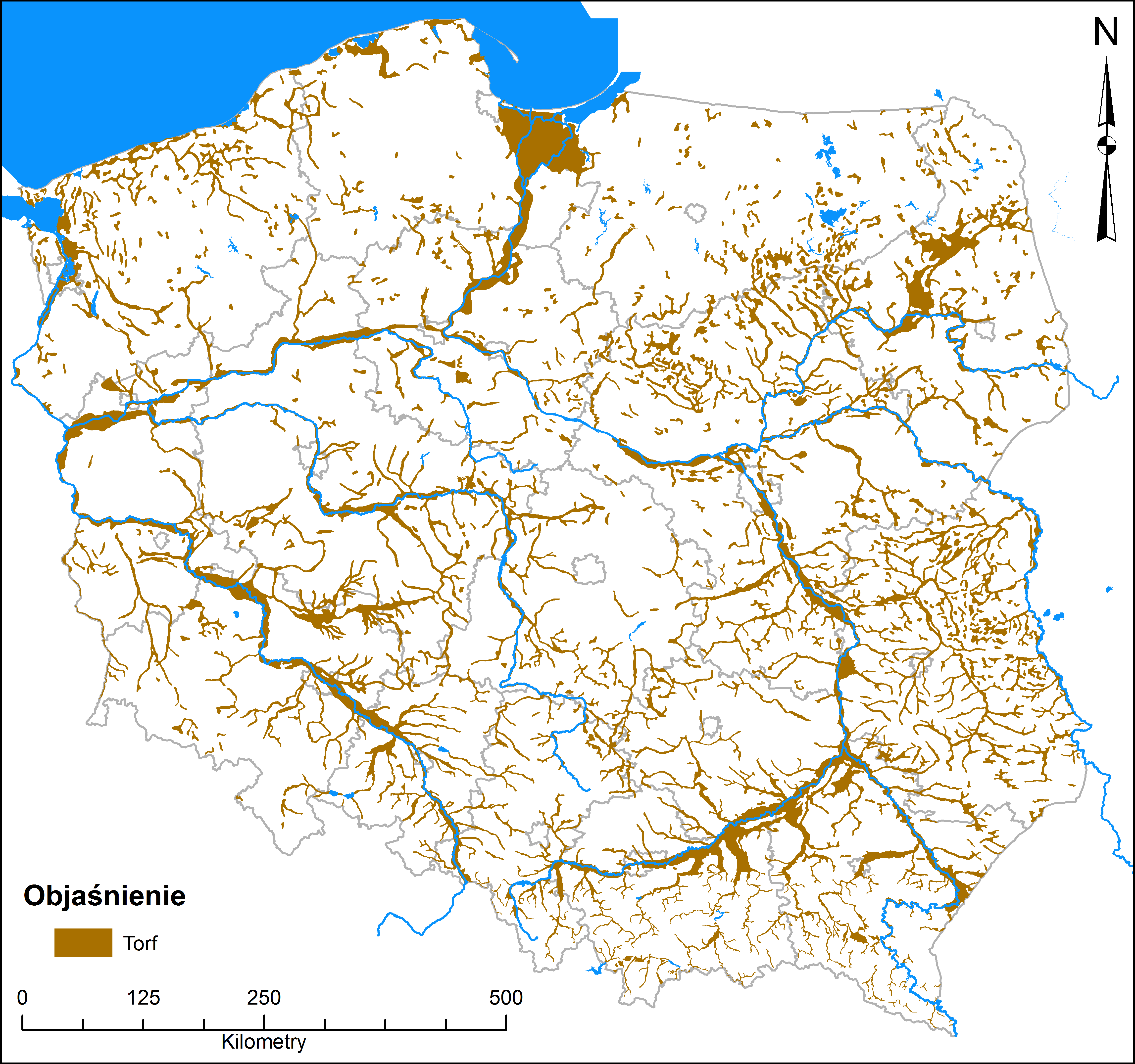
Złoża torfu w Polsce

Torf – skała osadowa powstała w wyniku zachodzących w szczególnych warunkach przemian obumarłych szczątków roślinnych.
Torf jest tworem będącym efektem niepełnego rozkładu szczątków roślinnych, zachodzącego w warunkach długotrwałego lub stałego zabagnienia wierzchniej warstwy gleby. Składa się z nierozłożonych szczątków roślin oraz amorficznej masy humusu. Jest w różnym stopniu nasycony substancjami mineralnymi. Najczęściej jest to piasek, czasami wytrącone związki żelaza, rzadko związki fosforu.
Torf powstaje w wyniku torfienia polegającego na gromadzeniu i humifikacji szczątków roślinnych w warunkach nadmiernego wilgotnienia. W zależności od długotrwałości warunków beztlenowych mogą powstać utwory całkowicie zhumifikowane – muły, lub częściowo zhumifikowane – torfy.
Właściwości torfu uzależnione są od składu florystycznego zbiorowisk torfotwórczych (zobacz torfowisko) oraz stosunków wodnych i temperaturowych (klimatycznych). Obecność cząstek mineralnych (np. piasek, wytrącone związki żelaza) wynika z osadzania się zawiesiny zawartej w przepływającej wodzie (sedymentacja), przemieszczania przez wiatr cząstek gleby lub jest efektem prac agrotechnicznych i melioracyjnych.
Definicja torfu z obowiązującej od 1986 polskiej normy (PN-85/G-02500): „Torf jest to utwór akumulacyjny pochodzenia organicznego, głównie roślinnego, powstały w wyniku procesu torfienia przebiegającego w określonych warunkach wodnych, powietrznych i mikrobiologicznych, składający się ze szczątków roślinnych w różnym stopniu zmumifikowanych oraz humusu torfowego”.
W gleboznawstwie określenie torfu jako skały macierzystej oparto głównie na zawartości części mineralnych, uwzględniając stosunki objętościowe, a nie wagowe. Torf oraz gleby torfowe zalicza się do utworów i gleb organicznych, jeżeli zawartość masy organicznej jest większa niż 20%.
Torf ma odczyn kwaśny, 4–5,5 pH.
W wyniku kolejnych procesów, związanych z przykryciem młodszymi osadami – ciśnienia nadległych warstw osadów, wzrostu temperatury oraz pozbycia się resztek tlenu – po upływie milionów lat, torf zamienia się w węgiel brunatny i następnie w węgiel kamienny.

## Użytkowanie torfu

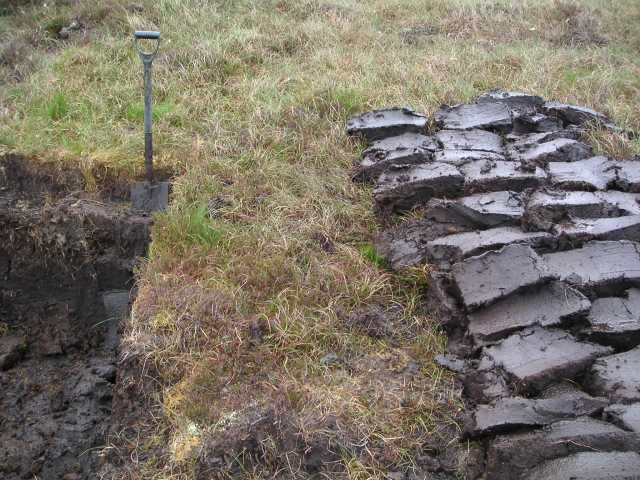
Wydobycie i suszenie torfu

Torf może być użytkowany jako gleba lub kopalina w życiu codziennym, przemyśle, medycynie czy rolnictwie. Przez wieki torf wydobywany z torfowiska był używany jako opał, np. w Irlandii i Finlandii. W bilansie zasobów kopalin figuruje jako surowiec skalny. Jest też wykorzystywany do produkcji energii elektrycznej. Elektrownie torfowe uruchomiono w Irlandii, Finlandii, Rosji i Kanadzie, jednak mają one znaczenie jedynie lokalne. Ze względów ekonomicznych muszą być zlokalizowane w pobliżu złóż, które np. na Syberii (gdzie znajdują się jego największe złoża, szacowane na 235 mld ton) są trudno dostępne. Wartość opałowa torfu wynosi 11,7-15,5 MJ/kg przy zawartości 25% wody (spada poniżej 9 MJ/kg przy zawartości 50% wody), przy czym bywa ona zwiększana w wyniku uszlachetniania torfu poprzez łączenie z miałem węglowym i lepiszczem. Taki materiał opałowy oferowany jest w postaci brykietu.
W Irlandii i Szkocji czy Islandii, na obszarach ubogich w drewno, budowano domy z brykietów wycinanych z torfu. Torf dodawany jest także do cegieł budowlanych oraz płyt izolacyjnych.
Torf znajduje zastosowanie w medycynie (kąpiele borowinowe, preparaty torfowe, np. S. Tołpy). W rolnictwie i ogrodnictwie wykorzystywany jest do produkcji nawozów torfowych, ziemi ogrodniczej i do doniczek jednorazowych torfowo-ziemnych do sadzonek oraz mulczowania gleby. Torfem nawozi się gleby piaszczyste w celu poprawienia ich struktury.
Rozdrobniony torf wykorzystywany bywa jako ściółka zwierząt gospodarskich, przy czym o jego walorach przy takim użyciu stanowią właściwości higroskopijne, ograniczanie odorów i zwiększanie wartości nawozowej powstającego obornika.
Torf sfagnowy (powstający z torfowców) może być surowcem do wyrobu papieru i tektury, aczkolwiek gorszej jakości.
Wykorzystywany jest także do wyrobu filtrów wykorzystywanych m.in. w cukrowniach.